# パブロ・ペレス・ロドリゲス
パブロ・ペレス・ロドリゲス（Pablo Pérez Rodríguez、1993年8月2日 - ）はスペインのサッカー選手。ポジションはMF。スポルティング・ヒホン所属。

## 経歴
17歳の時にスポルティング・ヒホンの下部組織に所属する。
2014年5月24日のFCバルセロナB戦でプロデビュー。 8月にトップチームに昇格した。9月6日のアルバセテ・バロンピエ戦で初得点を決めた。11月11日にはヒホンとの契約を2019年まで延長した。